# Trachelopteron angulipenne
Trachelopteron angulipenne är en stekelart som beskrevs av Charles Thomas Brues 1940. Trachelopteron angulipenne ingår i släktet Trachelopteron och familjen Scelionidae. Inga underarter finns listade i Catalogue of Life.